# Улица Павлика Морозова (Владикавказ)
Улица Па́влика Моро́зова — улица во Владикавказе, Северная Осетия, Россия. Находится в Промышленном муниципальном округе между Иристонской улицей и железнодорожной дорогой. Начинается от Иристонской улицы.
Улица Павлика Морозова пересекается с Хазнидонской улицей, улицей Николаева, улицей Тельмана, улицей 8 Марта и улицей Металлургов.
На улице Павлика Морозова начинаются улица Остаева, Зарамагский переулок, улицы Матросова, Нахимова и Ушакова.
Улица названа в память советского школьника Павла Морозова.
Образовалась в довоенное время. 10 мая 1949 года горисполком Дзауджикау присвоил улице, которая проходила на восток от Беслановского шоссе, севернее квартала 566 и южнее кварталов 567 и 568 наименование «Улица Павлика Морозова».